# Список эпизодов телесериала V
Список эпизодов американского научно-фантастического телесериала «V».

## Обзор сезонов
| Сезон | Сезон | Эпизоды | Оригинальная дата показа | Оригинальная дата показа |
| Сезон | Сезон | Эпизоды | Премьера сезона          | Финал сезона             |
| ----- | ----- | ------- | ------------------------ | ------------------------ |
|       | 1     | 12      | 3 ноября 2009            | 18 мая 2010              |
|       | 2     | 10      | 4 января 2011            | 15 марта 2011            |

## Эпизоды

### Сезон 1 (2009—2010)
| № общий | № в сезоне | Название                                              | Режиссёр             | Автор сценария                        | Дата премьеры  | Произв. код | Зрители в США (млн) |
| --- | ---------- | ----------------------------------------------------- | -------------------- | ------------------------------------- | -------------- | ----------- | ------------------- |
| 1 | 1          | «Пилотная серия» «Pilot»                              | Ив Симоно            | Кеннет Джонсон и Скотт Петерс         | 3 ноября 2009  | 276049      | 14,30               |
| Однажды весь мир проснулся и увидел, что над каждым из 29 крупнейших городов мира парят космические корабли. Прибывшие Визитёры утверждают, что пришли с миром, и предлагают подарки в виде медицинских открытий и технологических усовершенствований. Большинство землян верит, что Визитёры прибыли как раз тогда, когда мы в них нуждались. Визитёры лгут. Принявшие антропоморфный вид и облачённые в кожный покров, но представляющие собой хвостатых рептилий, они замышляют постепенное овладение Землёй и устранение с неё человечества. |            |                                                       |                      |                                       |                |             |                     |
| 2 | 2          | «Прежняя жизнь окончена» «There Is No Normal Anymore» | Ив Симоно и Сем Эган | Скотт Петерс                          | 10 ноября 2009 | 3X5401      | 10,70               |
| Эрика (агент ФБР) и Отец Джек (перед тем, как стать священником, дважды был в Ираке), выяснив, что они оба были против прибытия Визитёров, внезапно обнаруживают, что за ними следит их "искатель". Тем временем Чед (журналист), считая, что он потерпел неудачу перед 80 млн. зрителей, в этом эксклюзивном интервью с Анной (главнокомандующая Визитёрами), решает исправить репутацию и начинает более тщательно готовиться к своим последующим эфирам. |            |                                                       |                      |                                       |                |             |                     |
| 3 | 3          | «Новый светлый день» «A Bright New Day»               | Фред Туа             | Диего Гутьеррес и Кристин Роум        | 17 ноября 2009 | 3X5402      | 9,32                |
| Чед ведёт репортаж из центра «послов мира», сообщая, что Визитёрам было выдано 100 дипломатических виз, включая Анну, но не все с этим согласны. Эрика, хотя и должна защищать пришельцев, пока её напарником является один из них, начала выслеживать смертельную угрозу. Райан (визитёр, перешедший на сторону землян) ищет бывших друзей, чтобы создать оппозицию и бороться с Визитёрами. |            |                                                       |                      |                                       |                |             |                     |
| 4 | 4          | «Всё только начинается» «It's Only the Beginning»     | Ив Симоно            | Камерон Литвак и Анджела Руссо Отстот | 24 ноября 2009 | 3X5403      | 9,20                |
| Эрика пытается раскрыть, как они подозревают, биологическую угрозу Визитёров. Анна, расследуя убийство одного из пришельцев, встречается со специальным гостем. Чед готовит материал, дабы продемонстрировать возможности пришельцев в области медицины. Но некоторые открытия заставляют его задуматься над вопросом привлекательности пришельцев. |            |                                                       |                      |                                       |                |             |                     |
| 5 | 5          | «Добро пожаловать на войну» «Welcome to the War»      | Ив Симоно            | Скотт Розенбаум                       | 30 марта 2010  | 3X5404      | 7,03                |
| Эрика понимает, что её жизнь в опасности, когда на неё нападают в её доме. Тем временем Визитёры укрепляют свои ряды и внедряют новых Визитёров. Анна задается вопросом, почему Чед не вылечил его диагностированную аневризму, и беспокойство Райана растёт по причине беременности Вэл (супруга Райана, которая смогла зачать от Визитёра). |            |                                                       |                      |                                       |                |             |                     |
| 6 | 6          | «Фунт мяса» «Pound of Flesh»                          | Дин Уайт             | Чарльз Мюррэй и Натали Чейдез         | 6 апреля 2010  | 3X5405      | 5,79                |
| Фунт мяса — пилотная программа Анны по приглашению избранной группы людей оставаться гостями на каждом из 29 кораблей. Райан столкнулся со странным фактом - беременность Вэл протекает слишком быстро, Тайлер (сын Эрики) узнаёт тайну о своей маме, один из членов команды приносит себя в жертву ради Райана. |            |                                                       |                      |                                       |                |             |                     |
| 7 | 7          | «Джон Мэй» «John May»                                 | Джонатан Фрейкс      | Грегг Гурвиц                          | 13 апреля 2010 | 3X5406      | 5,61                |
| Эрика, Райан и Джек собираются на беспрецедентную миссию по поискам Джона Мэя, чтобы спасти Джорджи (член их команды, который пожертвовал собой ради Райана), Анна приглашает Чеда обратно на корабль в рамках программы «Живём вместе», Тайлер пытается узнать у матери о своём прошлом, а также смотрит на жизнь Райана 10 лет назад. 10 лет назад Райан по приказу Анны убил Джона Мэя, т. к. тот позволил себе человеческие чувства и эмоции. Но с тех пор Райан сам стал всё больше сочувствовать людям и разочаровываться в идеалах Визитёров. |            |                                                       |                      |                                       |                |             |                     |
| 8 | 8          | «Мы не сможем победить» «We Can't Win»                | Дэвид Баррет         | Кристин Роум и Камерон Литвак         | 20 апреля 2010 | 3X5407      | 5,81                |
| Чед и Анна в Женеве на энерго-саммите ООН, где Анна собирается представить миру в виде подарка новую технологию. Её презентация не входит в планы саммита (более того, один из политиков открывает Чеду обратную сторону открытия пунктов медицинской помощи Визитёров: когда люди начинают бесплатно и эффективно лечиться у Визитёров, правительству приходится закрывать больницы и поликлиники - тысячи людей теряют рабочие места), однако, спасая людей, которым угрожала опасность от стихийного бедствия, Анна заслуживает внимание к своей персоне и получает разрешение на презентацию т.н. "голубой энергии". Тем временем Эрика узнает, что служба безопасности V разыскивает членов ПК. Вэл сбегает, узнав, что с её ребёнком что-то не так, и думая, что она больше не сможет доверять Райану.                   |            |                                                       |                      |                                       |                |             |                     |
| 9 | 9          | «Вилка еретика» «Heretic's Fork»                      | Фредерик Туа         | Джон Уирт и Анджела Руссо Отстот      | 27 апреля 2010 | 3X5408      | 4,87                |
| Эрика, отец Джек и Хоббс (профессиональный наёмник и террорист) понимают, что V знают их имена и адреса других членов ПК, и что нужно принять беспрецедентные меры для их защиты. Они находят некого члена ПК Алекса Корузо, и тот их выводит на наёмника, который устраняет участников ПК. Эрика, Джек и Хоббс ловят этого наёмника, но им оказывается не Визитёр, а землянин, работающий на Визитёров. Тем временем Райан рассказывает Вэл, что он Визитёр, а Чед в рамках своей телепрограммы "Главная Тема" начинает программу лечения своей аневризмы. |            |                                                       |                      |                                       |                |             |                     |
| 10 | 10         | «Разум и душа» «Hearts and Minds»                     | Бобби Рот            | Грэгг Гурвиц                          | 4 мая 2010     | 3X5409      | 5,37                |
| Чед расспрашивает отца Джека о том, что он знает о ПК. Эрика, Райан, отец Джек и Хоббс узнают, что Анна направила шаттл с бойцами V на их поиски. С целью недопущения посадки шаттла они взрывают его на подлёте к Земле. Однако, среди обломков отсутствуют тела Визитёров. На нём были люди. Проанализировав фотографии с места взрыва, Эрика понимает, что эти люди были мертвы ещё до взрыва. Анна спровоцировала эту трагедию, чтобы на ПК была объявлена самая настоящая охота, а люди к Визитёрам стали относиться с ещё большей благосклонностью. Более того, Анна приглашает Тайлера принять участие в программе "Жизнь на борту". Лиза, зная, что это закончится смертью Тайлера, говорит ему, что она с ним не хочет быть, спасая тем самым ему жизнь. А ФБР формирует группу для поиска ПК - возглавляет её Эрика. |            |                                                       |                      |                                       |                |             |                     |
| 11 | 11         | «Достижение цели» «Fruition»                          | Брайан Спайсер       | Джон Уирт и Натали Чайдез             | 11 мая 2010    | 3X5410      | 5,69                |
| Анна организует фиктивное нападение на Лизу, обвиняет в этом участников ПК и сообщает о том, что Визитёры больше не чувствуют себя в безопасности и собираются уйти. Лиза, подговорённая матерью, лже-свидетельствует против Хоббса, говоря, что он был одним из нападавших. Анна даёт список возможных членов ПК Чэду, чтобы он помог Визитёрам найти сопротивленцев. Тем временем Эрика и команда находят ученого, создавшего оружие против Визитёров. Он успевает им передать список тех, с кем сотрудничал при создании этого оружия, перед тем, как его арестовывает ФБР и отдаёт Визитёрам на дознание. |            |                                                       |                      |                                       |                |             |                     |
| 12 | 12         | «Красное небо» «Red Sky»                              | Роберт Макнейл       | Скотт Розенбаум и Грэгг Гурвиц        | 18 мая 2010    | 3X5411      | 5,86                |
| Валерию, близкую к родам, похищает солдат Анны и забирает её на корабль, где она является приманкой для Райана. Эрика пользуется приглашением на обед с Анной и Лизой, чтобы уничтожить яйца солдат Анны. Чэд начинает подозревать, что Анна лжёт ему. Маркус пытается убедить Кайла работать на Визитёров, раскрывая ему ужасную правду о его предыдущей работе. ПК получает нового союзника. Анна настолько в ужасе от происшедшего, что начинает испытывать человеческие эмоции и принимает опрометчивые решения. |            |                                                       |                      |                                       |                |             |                     |

### Сезон 2 (2010—2011)
| № общий | № в сезоне | Название                                        | Режиссёр       | Автор сценария                 | Дата премьеры   | Произв. код | Зрители в США (млн) |
| --- | ---------- | ----------------------------------------------- | -------------- | ------------------------------ | --------------- | ----------- | ------------------- |
| 1 | 13         | «Красный дождь» «Red Rain»                      | Брайан Спайсер | Скотт Розенбаум и Грэгг Гурвиц | 4 января 2011   | 3X6201      | 6,59                |
| Мир находится на грани войны, всюду хаос и неразбериха, смогут ли земляне противостоять Аннe ? Тем временем Райана захватили в плен и держат в изоляции, так чтоб он ни каким образом не мог добраться до своего ребёнка, девочки-гибрида, человека и визитера. Анна планирует эксперименты над ребенком, чтоб определить, как же появился этот ребенок на свет. Известный телеведущий Чад поняв, что Анна его использовала, предпринимает попытку загладить свою вину и рассказывает, какие ужасы он смог расследовать на корабле Анны и теперь хочет сделать об этом репортаж, чтоб открыть наконец-то глаза людям и помочь Пятой Колонне. Эрика отправляется в поездку, чтобы найти ученого, который даст ей ответы о Красном небе и откроет тайну, что Визитеры делают на самом деле на нашей планете. Вопреки представлению землянам как дар для оздоровления, Красное небо устроено Анной для постепенной генной модификации землян в целях превращения их в дальнейшем в носители для массового воспроизводства новых поколений Визитёров, адаптированных к земных условиям. |            |                                                 |                |                                |                 |             |                     |
| 2 | 14         | «Змеиный зуб» «Serpent's Tooth»                 | Стив Шилл      | Грэгг Гурвиц                   | 11 января 2011  | 3X6202      | 5,77                |
| Террорист взрывает себя перед центром здоровья Ви. Подобное происходит во всех 29 городах. Но Эрика выясняет, что их истинной целью был Чед Деккер. Аннa шантажирует Райанa его ребенком. Чед выясняет, что Малик — Bизитер. На корабле Ви выясняется, что Джошуа полностью потерял память, а Анна больше не может откладывать яйца. Райан просит Отца Джека Лендри найти у него душу, а Аннa задаётся целью эту же душу уничтожить. |            |                                                 |                |                                |                 |             |                     |
| 3 | 15         | «Обнажая суть» «Laid Bare»                      | Дэвид Барретт  | Гвендолин Паркер               | 19 января 2011  | 3X6203      | 5,70                |
| Эрика Эванс узнаёт, что её коллега Малик — Визитёр. Малик подозревая Эрику в причастности к «Пятой колонне», пытается убить её, она вынуждена отчаянно бороться за свою жизнь. Так как если Малик сможет передать Анне, что Эрика состоит в Пятой Колонне», то пострадает сын Эрики Тайлер. Подоспевшие вовремя Отец Лэндри и Хоббс помогли Эрике захватить Малик. Эрика решила не убивать Малик, так как подозревала, что она владеет информацией о её сыне Тайлере, надеясь выяснить наконец зачем он нужен Аннe. Тем временем Аннe становится известно об исчезновении Малик, она шантажируя Райана его дочерью поручает ему найти её. С кожей Лизы начинают происходить изменения, она обеспокоена этим, но Анна успокаивает дочь, объяснив ей, что она наконец достигла зрелости и становится всё больше похожей на мать. |            |                                                 |                |                                |                 |             |                     |
| 4 | 16         | «Тёмный альянс» «Unholy Alliance»               | Дин Уайт       | Рокни О'Бэннон                 | 1 февраля 2011  | 3X6204      | 5,29                |
| После того как радикальная фракция Пятой колонны убивает трех послов мира, Эрика получает задание выследить лидера фракции - бывшего агента Моссада по имени Эли Кон. Тем временем, отец Джек и другие священники по всему миру начинают выступать против визитеров, а Анна отправляется в Ватикан, чтобы убедить религиозных лидеров в том, что визитеры пришли с миром. |            |                                                 |                |                                |                 |             |                     |
| 5 | 17         | «Конкордия» «Concordia»                         | Джесси Уорн    | Дэвид Рэмбо                    | 8 февраля 2011  | 3X6205      | 5,40                |
| Анна использует свой новейший дар человечеству под названием "Конкордия", чтобы скрыть вторжение кораблей с зародышами, которые будут использованы для обеспечения сохранности будущего поколения визитеров. Между тем, Элай Кон (приглашенная звезда Одед Фер) пытается убедить Эрику и пятую колонну, что презентация «Конкордия» - это отличная возможность для убийства Анны. |            |                                                 |                |                                |                 |             |                     |
| 6 | 18         | «Осада» «Siege»                                 | Джон Беринг    | Дин Виденманн                  | 15 февраля 2011 | 3X6206      | 5,43                |
| Анна, разъяренная ростом смелости пятой колоны, вербует Райана, чтобы попытаться уничтожить пятую колонну одним махом. Тем временем, отец Трэвис, по указке Ватикана, просит отца Джека уйти из церкви, а Лиза, впервые, встречает Диану, свою бабушку, которая, как убеждала Анна, давно мертва. |            |                                                 |                |                                |                 |             |                     |
| 7 | 19         | «Муки рождения» «Birth Pangs»                   | Дэвид Барретт  | Кэтрин Хамфрис                 | 22 февраля 2011 | 3X6207      | 5,14                |
| Эрика, стремясь отомстить Анне, связывается с Токио, чтобы выполнить миссию по подготовке смертельного удара против Анны. Тем временем, Анна узнает, что уровень фосфора в организме Тайлера слишком низкий, даже после Красного дождя и он может оказаться бесполезным для неё, а Лиза и Диана решают объединиться против Анны. |            |                                                 |                |                                |                 |             |                     |
| 8 | 20         | «Мозговой штурм» «Uneasy Lies the Head»         | Джефф Вулноу   | Камерон Литвак и Грэгг Гурвиц  | 1 марта 2011    | 3X6208      | 5,04                |
| 9 | 21         | «Дьявол в синем платье» «Devil in a Blue Dress» | Ральф Хемекер  | Ганс Тобисон                   | 8 марта 2011    | 3X6209      | 4,98                |
| 10 | 22         | «День матери» «Mother's Day»                    | Брайан Спайсер | Скотт Розенбаум и Грэгг Гурвиц | 15 марта 2011   | 3X6210      | 5,51                |
| Пятая Колонна и Земное Сопротивление планируют решающую операцию, в ходе которой сочувствующая землянам и "похищенная" Лиза должна убить Анну при обмене, а Диана вернуться на трон в качестве законной Королевы по договорённости с Пятой Колонной для мирного сосуществования Визитёров с землянами. Лиза не справляется с убийством, доверившись лживым словам Анны о примирении с землянами. Анна убивает хвостом Диану на общем собрании соплеменников, которые затем присягают ей на коленях. Взращённая Анной и преданная ей дочь Райана Николса Эми убивает отца. Лизу сажают в темницу Дианы. Королевское яйцо вылупляется и из плода делают двойника Лизы, которая спаривается с Тайлером и убивает его. Хоббс исчез, Чед Деккер раскрыт Анной как один из участвовавших в "похищении" Лизы. Эрику Эванс похищают и знакомят с проектом «Арэс» - более серьёзной чем Сопротивление сверхсекретной объединённой организацией ключевых земных правительств, подозревающих недобрые намерения Визитёров. Обладающая соответствующей большей силой, Эми помогает Анне транслировать с кораблей Визитёров на всю Землю состояние "блаженства", в результате чего абсолютное большинство людей (включая представителей Сопротивления, кроме тех, кто пережил трансляцию в бункерах «Арэса») впадает в оцепенение. Вблизи Земли обнаруживается армада новых кораблей Визитёров, готовящихся к финальному порабощению человечества и оккупации Земли. |            |                                                 |                |                                |                 |             |                     |